# Constitución portuguesa de 1933
La Constitución de la República Portuguesa de 1933 fue la carta fundamental en vigor en Portugal entre 1933 y 1974, durante el régimen conocido como Estado Nuevo.

## Elaboración
El texto fue elaborado a partir de un primer borrador escrito por el abogado Quirino Avelino de Jesús. Posteriormente fue convocado un grupo de profesores de Derecho por el propio António de Oliveira Salazar, el cual fue directamente coordinado por el primer ministro. Entre los integrantes de la comitiva se encontraban Marcelo Caetano y Domingos Fezas Vital.
El proyecto fue examinado por el Consejo Político Nacional y publicado en la prensa para la discusión pública.

## Aprobación y entrada en vigor
El texto final de la Constitución fue publicado en el suplemento de la Gaceta Oficial del 22 de febrero de 1933 y sujeto a referéndum el 19 de marzo de ese año.
Tras ser aprobada, la Constitución entró en vigor el 11 de abril de 1933.

## Contenido
La Constitución de 1933 representó los ideales de Salazar, inspirados en el corporativismo, la doctrina social de la Iglesia y el nacionalismo. La figura del Jefe de Estado se vio subalternizada, dado que en la práctica era el Presidente quien debía responder al Presidente del Consejo de Ministros. Así, no es de extrañar que a partir de 1959, año de revisiones a la Constitución, la elección del Presidente de la República pasara a ser por sufragio indirecto. De este modo, había un único partido, la Union Nacional, siendo todos los demás abolidos. El Parlamento era bicameral, estando compuesto por una Asamblea Nacional (compuesta por diputados) y una Cámara Corporativa, representante de la sociedad civil, con un papel consultivo.

## Revisiones
El texto inicial fue objeto de las siguientes modificaciones:
- Revisión y ratificación por la Asamblea Nacional (1935-1938):
  - Ley N ° 1885 del 23 de marzo de 1935.
  - Ley N ° 1910 del 23 de mayo de 1935.
  - Ley N.º 1945 del 21 de diciembre de 1936.
  - Ley N.º 1963 del 18 de diciembre de 1937.
  - Ley N ° 1966 del 23 de abril de 1938.

La publicación oficial del texto consolidado fue publicado en el Boletín Oficial del 11 de agosto de 1938.
- Revisión de 1945:
  - Ley N ° 2009 del 17 de septiembre de 1945

La publicación oficial del texto consolidado fue publicado en el Boletín Oficial del 6 de diciembre de 1945.
- Revisión de 1951:
  - Ley N ° 2048 del 11 de junio de 1951.
- Revisión de 1959:
  - Ley N ° 2100 del 29 de agosto de 1959.
- Revisión de 1971:
  - Ley N.º 3/71, del 16 de agosto de 1971.